# 래드포드 대학교
래드포드 대학교(Radford University)는 미국 버지니아주 래드포드에 위치한 공립 대학이다. 버지니아주에서 박사 학위를 수여하는 8개 공립 대학교들 가운데 한 곳이다. 1910년에 설립된 래드포드 대학교는 100개 이상 분야에서 학사를 추구하는 학생들을 위한 커리큘럼을 제공한다.